# Chirostenotes
Il chirostenote (gen. Chirostenotes) è un genere di dinosauri vissuti nel Cretaceo superiore (Campaniano, circa 75 milioni di anni fa) in Alberta, Canada.

## Descrizione
Questo bizzarro animale fa parte del gruppo degli oviraptorosauri, uno strano insieme di dinosauri caratterizzati principalmente dall'insolita forma della testa. Chirostenotes possedeva un becco senza denti, lunghi arti anteriori terminanti in formidabili artigli, lunghe dita sottili e una cresta alta, rotonda, simile a quella di un casuario, sormontante il capo.
Le abitudini alimentari di questo animale erano probabilmente onnivore o erbivore, anche se il becco non era robusto come nei suoi cugini asiatici, gli oviraptoridi. La specie tipo di questo animale è C. pergracilis, lunga circa 2,5 metri. Il primo resto fossile di Chirostenotes è stato rinvenuto nella Dinosaur Park Formation, in Alberta, che ha restituito alla luce la maggior parte dei dinosauri canadesi.

## Tre nomi, un solo dinosauro
Questo dinosauro ha una storia eccezionalmente confusa. Un paio di zampe anteriori, rinvenute nel 1924, furono descritte come Chirostenotes pergracilis. Poi, nel 1932, furono scoperti dei "piedi" a cui fu dato il nome di Macrophalangia canadensis (che significa "grandi dita"). Più tardi, essi vennero riconosciuti come facenti parte di un dinosauro carnivoro, ma nessuno era sicuro che entrambi i reperti appartenessero alla stessa specie. Nel 1936, invece, fu la volta di una mascella, descritta come Caenagnathus collinsi, che significa "mascella recente" (la famiglia di oviraptorosauri che include Chirostenotes, i caenagnatidi, porta ancora il nome di questo genere). Infine, nel 1988, un esemplare rimasto nelle collezioni di un museo dal 1923 fu riscoperto e studiato, e aiutò a capire che tutte le parti descritte fino ad allora appartenevano in realtà a un unico animale. Dal momento che le zampe artigliate descritte come Chirostenotes furono denominate per prime, il nome valido per l'animale fu appunto Chirostenotes. 
Nel frattempo, nel 1971, un'altra mandibola priva di denti era stata descritta come Caenagnathus sternbergi: inutile dire che venne anch'essa ascritta al genere Chirostenotes, anche se a una specie a sé stante. Oltre a tutto ciò, è da ricordare la scoperta di una strana mandibola dentata, ascritta anch'essa a Chirostenotes. Quando poi fu noto che Chirostenotes era un animale privo di denti, la mandibola fu ridenominata Ricardoestesia gilmorei, e venne riconosciuta appartenere a un piccolo teropode enigmatico, di cui si conoscono solo i denti e, appunto, le mandibole.

## Descrizione
In vita, il chirostenote doveva essere un animale abbastanza snello, con zampe posteriori lunghe e forti, arti anteriori molto allungati e un cranio molto particolare, con la già menzionata cresta tondeggiante e il becco senza denti. La coda, forse, era piuttosto corta. Probabilmente Chirostenotes si cibava di piccoli rettili e mammiferi, così come piante, uova e insetti.